# Lotta libera ai Giochi della XIV Olimpiade - Pesi gallo
La competizione della categoria pesi gallo (fino a 57 kg) di lotta libera dei Giochi della XIV Olimpiade si è svolta dal 29 al 31 luglio al Earls Court Exhibition Centre a Londra.

## Formato
Ad ogni incontro venivano assegnate le seguenti penalità:
- 0 = Al vincitore per schienata
- 1 = Al vincitore per decisione
- 2 = Allo sconfitto per decisione (1 giudici contro 2)
- 3 = Allo sconfitto per decisione (0 giudici contro 3)
- 3 = Allo sconfitto per schienata

Con cinque penalità o più il lottatore veniva eliminato.

## Risultati
| Legenda                                  | Legenda |
| ---------------------------------------- | ------- |
| Lottatore con 5 penalità o più Eliminato |         |

### 1º Turno
Si è disputato il 29 luglio.
| Vincitore       | Pen. | Risultato | Sconfitto           | Pen. |
| --------------- | ---- | --------- | ------------------- | ---- |
| Lajos Bencze    | 1    | 2:1       | Erkki Johansson     | 2    |
| Erik Persson    | 1    | 3:0       | Walter Wenger       | 3    |
| Charles Kouyos  | 1    | 3:0       | Sayed Hafez Shehata | 3    |
| Joseph Trimpont | 0    | Schienata | Fabio Santamaria    | 3    |
| Nasuh Akar      | 0    | Schienata | Norman May          | 3    |
| Ray Cazaux      | 1    | 3:0       | Francisco Vicera    | 3    |
| Gerry Leeman    | 0    | Schienata | Nirmal Bhose        | 3    |
| Han Sang-Ryong  | 0    | Esentato  |                     |      |

### 2º Turno
Si è disputato il 30 luglio.
| Vincitore           | Pen. | Risultato | Sconfitto        | Pen. |
| ------------------- | ---- | --------- | ---------------- | ---- |
| Erik Persson        | 2    | 3:0       | Han Sang-Ryong   | 3    |
| Nasuh Akar          | 1    | 3:0       | Walter Wenger    | 6    |
| Lajos Bencze        | 2    | 3:0       | Norman May       | 6    |
| Erkki Johansson     | 3    | 2:1       | Nirmal Bhose     | 5    |
| Gerry Leeman        | 0    | Schienata | Ray Cazaux       | 4    |
| Charles Kouyos      | 1    | Schienata | Francisco Vicera | 6    |
| Sayed Hafez Shehata | 3    | Schienata | Fabio Santamaria | 6    |
| Joseph Trimpont     | 0    | Esentato  |                  |      |

### 3º Turno
Si è disputato il 30 luglio.
| Vincitore       | Pen. | Risultato | Sconfitto           | Pen. |
| --------------- | ---- | --------- | ------------------- | ---- |
| Joseph Trimpont | 1    | 3:0       | Han Sang-Ryong      | 6    |
| Nasuh Akar      | 2    | 3:0       | Erik Persson        | 5    |
| Gerry Leeman    | 1    | 3:0       | Lajos Bencze        | 5    |
| Charles Kouyos  | 1    | Schienata | Erkki Johansson     | 6    |
| Ray Cazaux      | 5    | 3:0       | Sayed Hafez Shehata | 6    |

### 4º Turno
Si è disputato il 31 luglio.
| Vincitore    | Pen. | Risultato | Sconfitto       | Pen. |
| ------------ | ---- | --------- | --------------- | ---- |
| Nasuh Akar   | 2    | Schienata | Joseph Trimpont | 4    |
| Gerry Leeman | 2    | 3:0       | Charles Kouyos  | 4    |

### 5º Turno
Si è disputato il 31 luglio.
| Vincitore    | Pen. | Risultato | Sconfitto       | Pen. |
| ------------ | ---- | --------- | --------------- | ---- |
| Gerry Leeman | 3    | 3:0       | Joseph Trimpont | 7    |
| Nasuh Akar   | 2    | Schienata | Charles Kouyos  | 7    |

### Turno finale
Si è disputato il 31 luglio.
| Vincitore  | Pen. | Risultato | Sconfitto    | Pen. |
| ---------- | ---- | --------- | ------------ | ---- |
| Nasuh Akar | 2    | Schienata | Gerry Leeman | 6    |

## Classifica finale
| Pos.    | Atleta              | Nazione       |
| ------- | ------------------- | ------------- |
| Oro     | Nasuh Akar          | Turchia       |
| Argento | Gerry Leeman        | Stati Uniti   |
| Bronzo  | Charles Kouyos      | Francia       |
| 4       | Joseph Trimpont     | Belgio        |
| 5       | Ray Cazaux          | Gran Bretagna |
| 5       | Lajos Bencze        | Ungheria      |
| 5       | Erik Persson        | Svezia        |
| 5       | Sayed Hafez Shehata | Egitto        |
| 9       | Erkki Johansson     | Finlandia     |
| 9       | Han Sang-Ryong      | Corea del Sud |
| 11      | Nirmal Bhose        | India         |
| 12      | Norman May          | Canada        |
| 12      | Fabio Santamaria    | Cuba          |
| 12      | Francisco Vicera    | Filippine     |
| 12      | Walter Wenger       | Svizzera      |